# Superminister
Superminister ist die inoffizielle Bezeichnung für einen Minister, der in Personalunion mehrere große oder wichtige Ressorts verwaltet, zumeist Wirtschaft und Finanzen. Die Bezeichnung wird mindestens seit den 1930er-Jahren verwendet, als Alfred Hugenberg sowie Albert Speer als Superminister bezeichnet wurden. Es gab jedoch auch vorher schon Minister mit mehreren Ressorts, wie beispielsweise Maximilian von Montgelas im frühen 19. Jahrhundert.
Eine genaue Definition gibt es nicht. Ein Superminister mag zwei Ministerien leiten oder aber ein neues Ministerium mit vielen Aufgaben zugeschnitten bekommen, oder ein bestehendes Ministerium wird durch Aufgaben aufgewertet, die bislang in anderen Ministerien angesiedelt worden waren. Oftmals handelt es sich um Ministerien oder Abteilungen, die ähnliche Themen von verschiedenen Ausgangspunkten behandeln. 
Die Bedeutung des Wortes liegt in erster Linie darin, dass der betreffende Amtsträger mit viel Macht ausgestattet wird. Er soll zum Beispiel ein größeres gesellschaftliches Problem wie hohe Arbeitslosigkeit oder Rückstände in der Infrastruktur angehen.
Ein anderer Aspekt ist es, dass manchmal Ministerien betroffen sind, die bewusst voneinander getrennt sind:
- Ein Wirtschaftsminister soll die Wirtschaft fördern, unter anderem mit Subventionen und Steuererleichterungen. Der Finanzminister hingegen muss auch auf die Staatseinnahmen achten.
- Das Justizministerium kümmert sich um Bürgerrechte und die menschenwürdige Unterbringung und Resozialisierung Straffälliger, das Innenministerium hingegen ist für die innere Sicherheit samt repressiver Maßnahmen zuständig.

Gerade solche Kombinationen werden normalerweise vermieden.

## Bekannte Superminister
in Deutschland
- Karl Schiller (1911–1994), 1971 bis 1972 Bundesminister für Wirtschaft und Finanzen im Kabinett Brandt I
- Helmut Schmidt (1918–2015), 1972 als Nachfolger von Karl Schiller Bundesminister für Wirtschaft und Finanzen im Kabinett Brandt I
- Wolfgang Clement (1940–2020), 2002 bis 2005 Bundesminister für Wirtschaft und für Arbeit im Kabinett Schröder II
- Horst Seehofer (* 1949), 2018 bis 2021 Bundesminister des Innern, für Bau und Heimat im Kabinett Merkel IV

in Frankreich
- Claude Antoine de Valdec de Lessart (1741–1792), hatte, oft zeitgleich, 1790 bis 1792, vier der sechs Ministerien unter Ludwig XVI. inne
- Édouard Balladur (* 1929), 1986 bis 1988 Minister für Wirtschaft, Finanzen und Industrieprivatisierungen im Kabinett Chirac II
- Dominique Strauss-Kahn (* 1949), 1997 bis 1999 Minister für Wirtschaft, Finanzen und Industrie im Kabinett Jospin
- Nicolas Sarkozy (* 1955), 2004 als Minister für Wirtschaft, Finanzen und Industrie im Kabinett Raffarin III
- Bruno Le Maire (* 1969), 2017 bis 2024 Minister für Wirtschaft, Finanzen und Industrie in den Kabinetten Philippe I, Philippe II, Castex, Borne und Attal
- Antoine Armand (* 1991), seit 2024 Minister für Wirtschaft, Finanzen und Industrie im Kabinett Barnier

in Polen
- Mateusz Morawiecki (* 1968), 2015 bis 2017 Minister für Wirtschaft und Finanzen im Kabinett Szydło

in Ungarn
- György Matolcsy (* 1955), 2010 bis 2013 Minister für Wirtschaft und Finanzen im Kabinett Orbán II
- Mihály Varga (* 1965), 2013 bis 2014 Minister für Wirtschaft und Finanzen im Kabinett Orbán II
- Péter Szijjártó (* 1978), seit 2014 Minister für Auswärtige Angelegenheiten und Handel in den Kabinetten Orbán III, Orbán IV und Orbán V